# Alain Mion
Pour les articles homonymes, voir Mion.
 (octobre 2014).
Si vous disposez d'ouvrages ou d'articles de référence ou si vous connaissez des sites web de qualité traitant du thème abordé ici, merci de compléter l'article en donnant les références utiles à sa vérifiabilité et en les liant à la section « Notes et références ».
Alain Mion est un pianiste, compositeur, arrangeur et chanteur de jazz français né à Casablanca au Maroc le 14 janvier 1947. 

## Parcours musical
Influencé à ses débuts par Bobby Timmons, Ray Charles et Les McCann, son style oscille par la suite entre jazz, soul jazz et funky music. 
Il a créé le groupe de jazz funk mythique Cortex en 1974, avant d'entreprendre une carrière sous son nom en 1982.
Ses albums sont connus dans le monde entier, notamment "Troupeau Bleu" et "Volume 2" avec Cortex (réédités plusieurs fois et samplés par de nombreux artistes et DJ's), puis sous son nom "Pheno-Men" qui a été indicatif de nombreuses radios, "Alain Mion in New York" enregistré avec David Binney et Marc Johnson, "Some Soul Food" enregistré à Stockholm (Suède) avec Patrik Boman et Ronnie Gardiner. Il s’est produit sur scène dans le monde entier.
En 2008, il se présente avec une nouvelle formation, Alain Mion FunKey Combo (avec le batteur allemand Michael Kersting, le bassiste suédois Patrik Boman et une section de saxophonistes composée de musiciens italiens et français : l'altiste Loïc Soulat, le ténor Pietro Tonolo et le baryton Romano Pratesi) puis avec son nouveau groupe Alain Mion & The New Cortex qu'il a reformé pour des concerts au New Morning en 2009 et 2010, où la chanteuse Adeline de Lépinay reprend le rôle dévolu à Mireille Dalbray dans l'album Troupeau Bleu. 
Filmé en concert et diffusé à plusieurs reprises par la TV Mezzo, le répertoire du groupe oscille entre nouvelles et anciennes compositions d'Alain Mion comme en témoigne le nouvel album "Let's Groove", sorti chez Trad Vibe Records et présenté lors d'un concert à Paris au Petit Journal Montparnasse en 2012.
Aux États-Unis, les titres d'Alain Mion et Cortex sont très souvent samplés par les vedettes américaines du Hip Hop (Madlib, Fat Joe, DJ Day, Wiz Kahlifa, Curren$y, Tyler The Creator, MF Doom, etc.) et Alain est le compositeur du titre Amsterdam par Rick Ross, disque d'or aux États-Unis (God forgives, I don't). 
Les albums d'Alain Mion et ceux de Cortex sont programmés régulièrement sur des radios importantes comme KCRW à Los Angeles et The Jazz Groove Radio à San Francisco.
2022, Après plusieurs concerts “sold out” en Europe, 
Signature en exclusivité avec la célèbre agence de Mark Green, Celebrity Talent de NYC et première  tournée américaine de Cortex 
“Troupeau Bleu” * attendue en Septembre et Octobre (CITY HALL WILIAMSBOURG, New York, DESERT DAZE FESTIVAL, Perris, LODGE ROOM, Los Angeles, UC THEATRE, Berkeley, EMPTY BOTTLE, Chicago…) produite en grande partie par Art Don’t Sleep qui annonce plusieurs dates déjà sold out. 
* Troupeau Bleu Tour : Alain Mion, Maeva Borzakian, Mohamed Ouaraz, Loic Soulat, Cedric Affre, et Victor Dubois

## Discographie

### Avec Cortex / Leader Alain Mion
- Troupeau Bleu (Sonodisc) LP
- Mary & Jeff (Sonodisc) Single
- Les Oiseaux Morts (Sonodisc) Single
- Vol. 2 (Sonodisc) LP
- Caribou (Arabella/Wea) Single
- Pourquoi (Crypto/RCA) LP
- Meddley : Mary & Jeff-Devil's Dance (Sonodisc) Maxi
- Cuvée Spéciale (Compilation Crypto/RCA) LP
- Best of Cortex (Jazz'in/Next Music) CD
- Cortex Inédit '79 (Underdog Records) CD + digital album
- Cortex Inédit '79 "Japanese limited edition" + bonus track(Underdog Records) LP
- The Unreleased Versions : "Les Oiseaux Morts" + "Mary & Jeff" (Trad Vibe) Single

### Sous son nom / Alain Mion
- Phéno-Men, T.Bones Square (Caravage/Carrere) Single
- Phéno-Men, All Along (Caravage/Carrere) Maxi
- Phéno-Men (Caravage/Carrere) LP+K7
- No'Mad, Un autre Be Bop (Olivi/Media7) Single
- No'Mad (Olivi/Media7) LP+CD
- Alain Mion in New York (Elabeth/DAM)CD
- Some Soul Food (Caravage/Jazz'in/Next Music) CD
- Alain Mion Solo CD à paraître
- Alain Mion Trio live on tour in Europe (Underdog Rec)CD
- Alain Mion & His FunKey Combo, Groovin’ in Paris (Caravage/Believe) digital album
- Alain Mion & The New Cortex "Let's Groove" (Trad Vibe Records) LP

### Réédition
- Cortex Troupeau Bleu(Pulp Flavor) CD et Vinyle
- Cortex Volume 2 (Follow Me Records/Nocturne), CD et Vinyle
- Alain Mion in New York (Jazz'in/Next Music) CD
- Some Soul Food (Ward Records Japan) CD
- Pheno-Men (Caravage/Believe) digital album
- Some Soul Food (Caravage/Believe) digital album
- Alain Mion in New York (Caravage/Believe) digital album
- Cortex Troupeau Bleu nouvelle réédition (Underdog Rec) CD + Vinyle + digital album
- Cortex Pourquoi (Trad Vibe) LP + CD + digital
- Trilogie de Cortex (Troupeau Bleu, Vol.2, Pourquoi)  Trad Vibe Records/Pusher Distribution, Vinyle et CD

### Autres thèmes d'Alain Mion réédités en compilation
- La Guêpe, Vol.1 (Pulp Flavor) CD et VinyleSavoir Faire (Plein Gaz Productions) CD et Vinyle
- Opération Heritage (Hutch Productions) Vinyle
- Sound of Music (Galaxy Music) CD
- Compilation Park Hyatt Tokyo Airflow (Milan Music/Universal)CD et Vinyle
- Compilation Nightmares on Wax "Late Night Tales" (Azuli Records), en compagnie de Quincy Jones, et Tom Scott - CD et Vinyle
- Sensations Louisiane (Warner Music) CD
- Jazz Bar 2005 (Disk Union TOKYO) CD
- French Groovy Jazz (Caravage/Believe) digital album
- French Cool Jazz (Caravage/Believe) digital album
- French Latin Jazz (Caravage/Believe) digital album
- Coffret "5 CD Gospel"(Warner Music) CD
- French Piano Jazz (Caravage/Believe) digital album
- French Organ Jazz (Caravage/Believe) digital album
- French Blue Jazz (Caravage/Believe) digital album
- Timeless, Park Hyatt Paris Vendôme (Discograph)CD
- Music for silent movies, vol. 2 (Caravage/Believe) digital album
- Modern Gospel & Negro spirituals(Caravage/Believe) digital album